# Chuck Berry in London
Albums de Chuck Berry
St. Louis to Liverpool
(1964) Fresh Berry's
(1965)
Chuck Berry in London est un album du guitariste, chanteur et auteur-compositeur américain Chuck Berry sorti en avril 1965 chez Chess Records.

## Histoire
Comme son titre l'indique, Chuck Berry in London se compose en majorité de chansons enregistrées à Londres.

## Titres

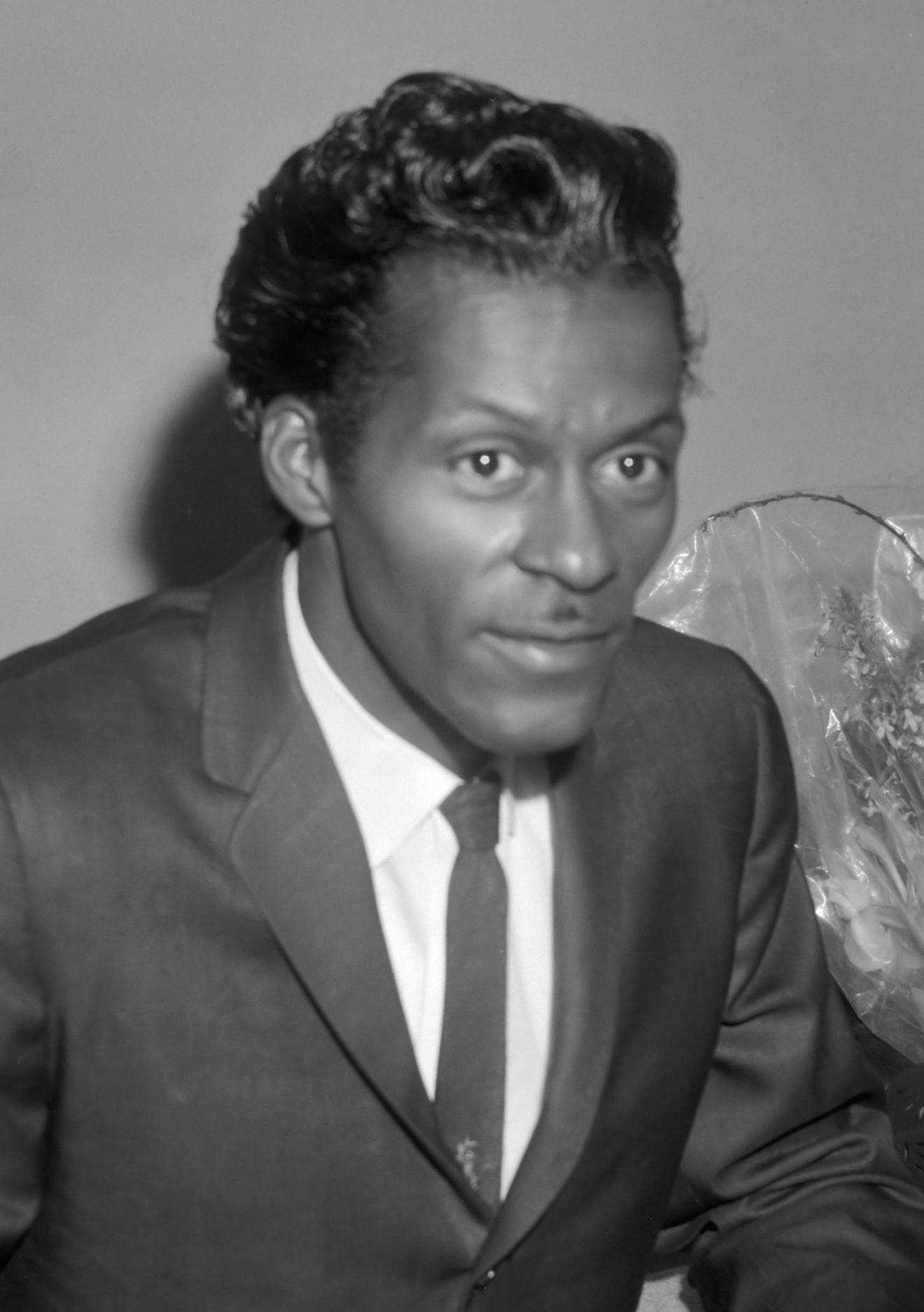
Chuck Berry en 1965.

Toutes les chansons sont écrites et composées par Chuck Berry, sauf mention contraire.

### Face 1
1. My Little Love-Light – 2:38
2. She Once Was Mine – 2:38
3. After It's Over – 2:20
4. I Got a Booking – 2:54
5. Night Beat – 2:43
6. His Daughter Caroline – 3:16
7. You Came a Long Way from St. Louis (Bob Russell, John Benson Brooks) – 2:08

### Face 2
1. St. Louis Blues (W. C. Handy) – 2:39
2. Jamaica Farewell (Lord Burgess) - (2:08
3. Dear Dad – 1:51
4. Butterscotch – 2:40
5. The Song of My Love – 2:30
6. Why Should We End This Way – 2:53
7. I Want to Be Your Driver – 2:15

## Musiciens
- Chuck Berry : chant, guitare
- Jules Blattner, Jeff Crivet : guitare
- Bill Bixler, Louis Cennamo : basse
- Bob Scrivens : piano
- Howard Jones, Chick Kattenhorn : batterie
- Brian Hamilton : saxophone ténor
- Peter John Hogman : harmonica
- Bill Armstrong, Mike Boocock, Neil Carter, Roger Eagle, Roger Fairhurst, Rick Green, Brian Smith : chœurs